# Lübecker Senat 1881 und 1882

Flagge Lübecks 1890–1935

Der Senat der Freien und Hansestadt Lübeck als Kabinett in den Jahren 1881 und 1882. 

## Bürgermeister

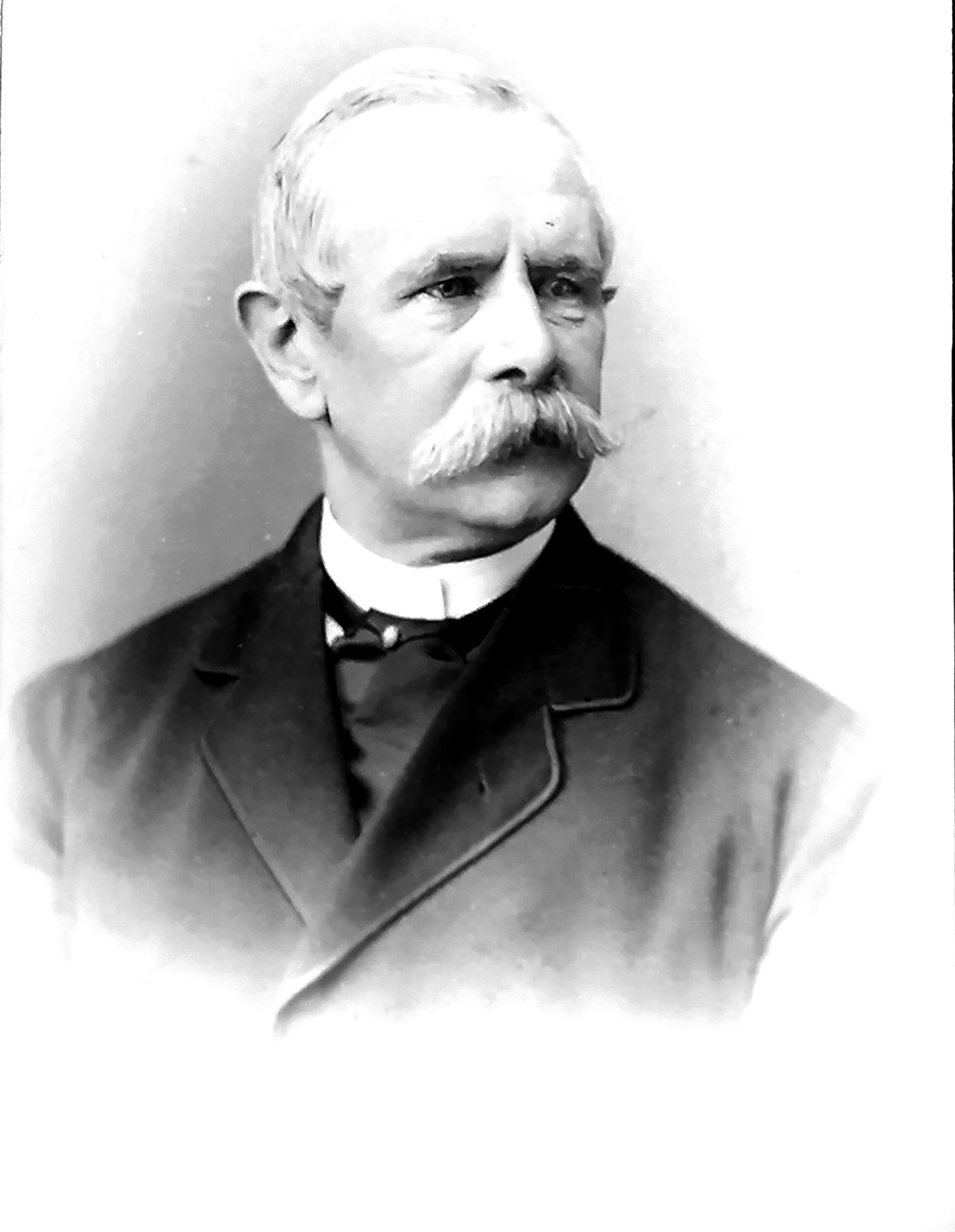
Arthur Gustav Kulenkamp

- Arthur Gustav Kulenkamp, Senator seit 1869

## Senatoren
- Johann Daniel Eschenburg, seit 1846
- Theodor Curtius, seit 1846
- Heinrich Theodor Behn, seit 1858
- Gabriel Christian Carl Hermann Schroeder, seit 1865
- Georg Friedrich Harms, seit 1866
- Wilhelm Brehmer, seit 1870
- Carl Heinrich Sievers, seit 1871
- Franz Eduard Hermann Rittscher, seit 1873
- Thomas Johann Heinrich Mann, seit 1877
- Johannes Fehling, seit 1878
- Heinrich Klug, seit 1879
- Heinrich Alphons Plessing, seit 1879
- Karl Peter Klügmann, seit 1880